# JuNouMi Records
JuNouMi Records – polska, niezależna wytwórnia muzyczna, zajmująca się wyłącznie wydawaniem płyt winylowych, została założona w 2002 roku.
Wytwórnie założyło dwóch przyjaciół z Włocławka, Groh i Link. Jako datę powstania uważa się ukazanie pierwszej płyty firmowanej logiem JuNouMi. Była to płyta JuNouMi Records EP vol.1 wydana w lutym 2002 roku. Była to składanka charakteryzująca się przede wszystkim czerwonym kolorem płyty, późniejsze wydawnictwa również były kolorowe (EP vol.2 (2002) – pomarańczowa, EP vol.3 (2003) – zielona).
Przez pięć lat istnienia ukazało się oficjalnie 7 płyt oraz płyta house'owa (FunBox EP) bliźniaczej wytwórni Fuente Records. JuNouMi Records należy wiązać przede wszystkim z muzyką hip-hop, jednakże ostatni krążek (5lat! 7" 2007) jest w klimatach funku. 
Założyciele wytwórni obecnie występują jako Sound system pod nazwą JuNouMi Crew.

## Artyści w wytwórni
Do tej pory z wytwórnią współpracowało ponad stu artystów, byli to: 2cztery7, 3ekon, Rasmentalism, A-dUb, Afront, Ajron, Ash, Baks, Bitnix, Blabla, Bobek, BRK, Brudne Serca, Cisza&Spokój, CNE, Damion, Deobe, Dinal, Dizkret, Dunaj, Duże Pe, DużyTata, Dwunasty, Dżonson, Eis, Eldo, Emil Blef, Emrat, DJ Eprom, Erbe, EudezetAllstars, Familia HP, DJ Feel-X, Flexxip, Frenchman, Gawer, GDM, Głośny, GodzinySzczytu, Groh, Donguralesko, Haem, Hen, Jajco, Jarosz, Jarzomb, Jeżozwierz, Jimson, Jobikz, Joe, Kada, Kaosloge, Kixnare, Kociołek, Kostek, Kut-O, Larwa, Lerek, Lilu, Link, Łona, Madmagister, Magiera, Mahyn, M-Easy, Ten Typ Mes, Micro, Mroku, Natal.ka, Nec, Noon, Numer Raz, OjciecKarol, Onar, O.S.T.R., Oxy, Pacak, Pako, Panda, Pete, Pezet, Pjus, Praktik, Pysk (R.I.P.), Raprezentacja, Rat, Red, Romek, SamuraizCrew, Słoniu, Słońce, Smarki Smark, Spinache, Spox, Stasiak, Stona, Supreme, Swiftu, Święty, Taśmy, Thomass, TrzyStyle, DJ Twister, Tymon, Urb, Wankz, Webber, Wonz, WSZ, Zając, ZbytTrzeźwi, Zero.
Wszystkie płyty JuNouMi ukazały się wyłącznie na winylu i wyłącznie w małych nakładach (do 500 sztuk).